# Sansevieria longiflora
Sansevieria longiflora là một loài thực vật có hoa trong họ Măng tây. Loài này được Sims miêu tả khoa học đầu tiên năm 1826.